# Esbønderup (plaats)
Esbønderup is een plaats in de Deense regio Hovedstaden, gemeente Gribskov, en telt 832 inwoners (2007).